# TVWeek
TVWeek é uma revista semanal de notícias e listagens de entretenimento televisivo local, pertencente à Canada Wide Media Limited que adquiriu a revista em 1976. A revista geralmente é vendida na área de Metro Vancouver e geralmente é direcionada a notícias e listagens de televisão e entretenimento da região.
A TVWeek está sediada em Vancouver. A revista concorreu com a canadense TV Guide, quando este ainda estava em publicação.

Desde 2001, Brent Furdyk é o editor-chefe da revista.